# Septoria agropyrina
Septoria agropyrina är en svampart som beskrevs av Unamuno 1930. Septoria agropyrina ingår i släktet Septoria och familjen Mycosphaerellaceae.   Inga underarter finns listade i Catalogue of Life.